# Floridinella typica
Floridinella typica är en mossdjursart som beskrevs av Ferdinand Canu och Ray Smith Bassler 1928. Floridinella typica ingår i släktet Floridinella och familjen Onychocellidae.
Artens utbredningsområde är Mexikanska golfen. Inga underarter finns listade i Catalogue of Life.